# Pentaborano

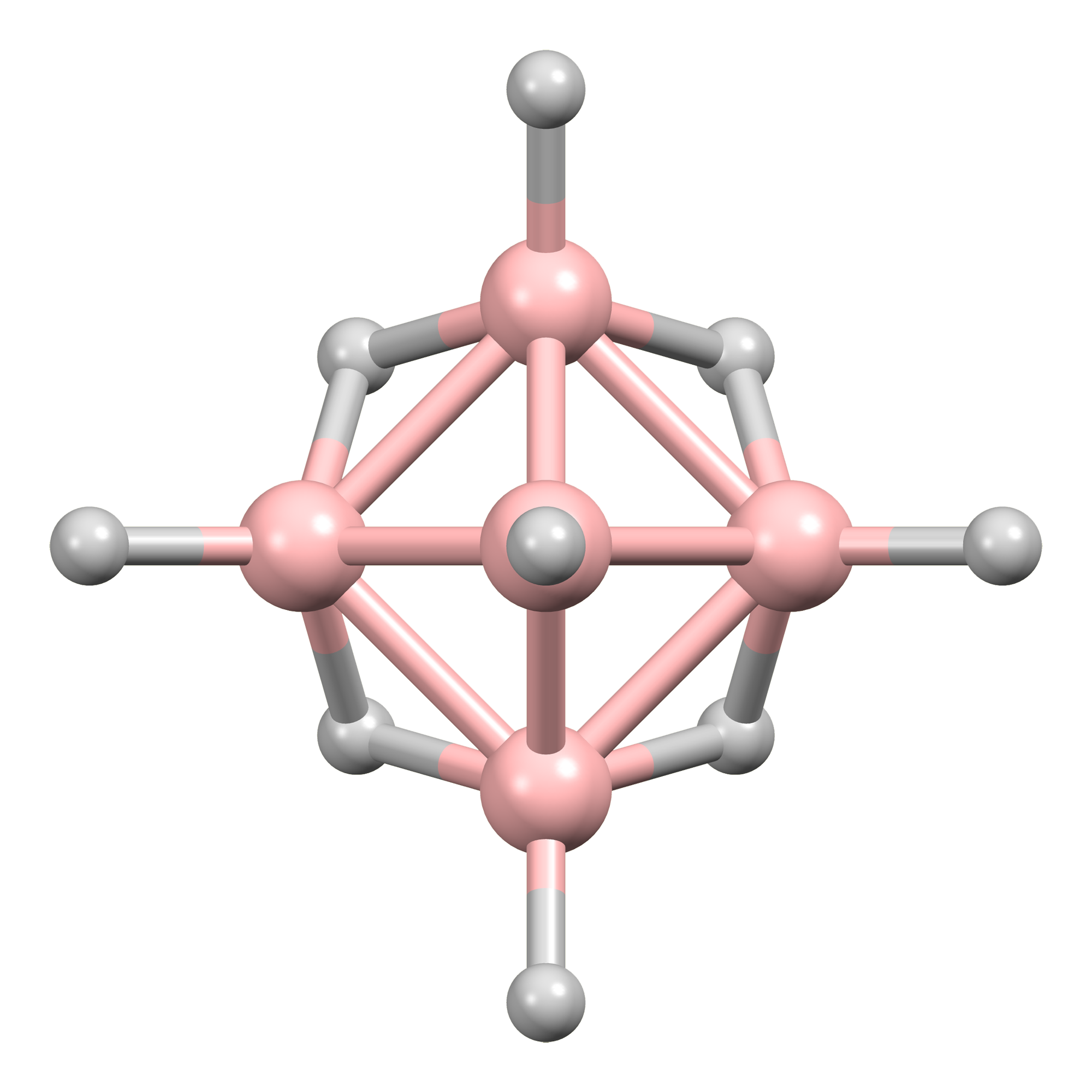
Estrutura molecular do pentaborano -9. Esta estrutura é um composto deficiente em elétrons contendo ligações do tipo três centros com dois elétrons.

O Pentaborano, também chamado pentaborano-9 para distingui-lo do B5H11 (pentaborano-11), é um composto inorgânico com a fórmula B5H9. É um dos agregados atômicos de hidreto de boro mais comuns, embora seja um composto altamente reativo. Devido à sua alta reatividade com o oxigênio, foi em tempos avaliado como um combustível para foguetes ou combustível para jato. Como muitos dos hidretos de boro menores, o pentaborano é incolor, diamagnético e volátil.

## Estrutura

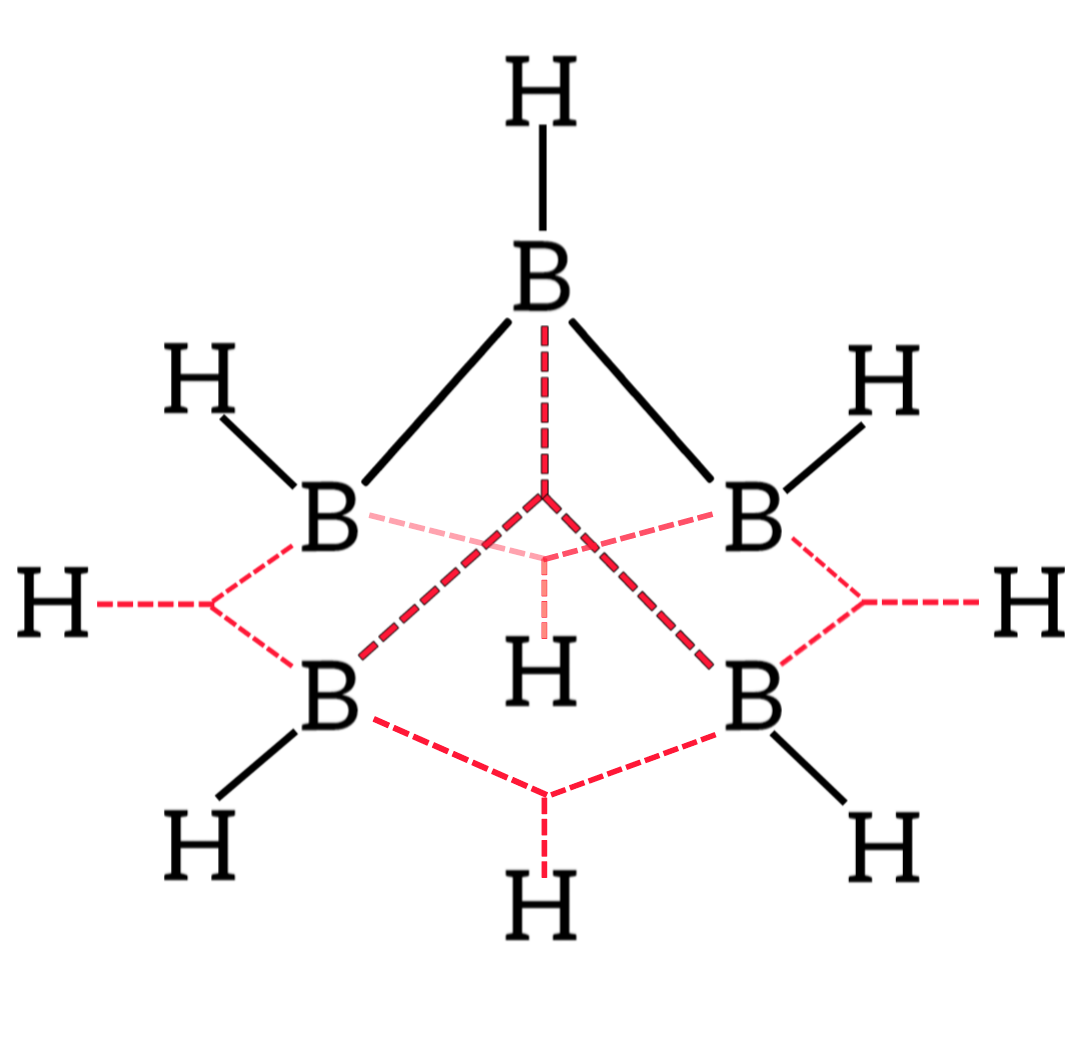
Estrutura molecular do pentaborano-9, destacando as ligações 3c-2e presentes na molécula (linhas tracejadas em vermelho). As ligações covalentes convencionais (2c-2e) são representadas como linhas sólidas em preto.

Sua estrutura contém cinco átomos de boro dispostos em uma pirâmide quadrada. Cada boro tem um ligante hidreto terminal (cuja ligação é do tipo covalente normal) e quatro hidrogênios ligados por ligações tricentradas entre dois boros das bordas da base da pirâmide. As ligações entre os boros são um híbrido de ressonância entre duas ligações covalentes simples e uma tricentrada. É classificado como um cluster do tipo nido.

## Síntese e Propriedades
O pentaborano-9 foi preparado pela primeira vez por Alfred Stock por pirólise do diborano a cerca de 200°C. Uma síntese melhorada começa a partir dos sais do íon B3H8-, que é convertido ao derivado brometo B3H7Br- usando HBr. A pirólise deste brometo dá o pentaborano. Nos Estados Unidos o pentaborano foi produzido pela Chemical Company Callery.
Pentaborano é um líquido incolor móvel com um odor pungente (parecido com alho, acetileno ou leite azedo). Acima de 150°C, se decompõe produzindo hidrogênio; quando ocorre em um recipiente fechado, o consequente aumento da pressão pode ser perigoso. É muito mais estável em presença de água do que o diborano. É solúvel em hidrocarbonetos, benzeno, cicloexano e em óleos, incluindo aqueles usados em equipamentos de laboratório. Ao ser armazenado, se decompõe de modo insignificante, gerando pequena quantidade de hidrogênio e de resíduos sólidos.

## Reações
A química do pentaborano é extensa. Reações de halogenação produzem os derivados simétricos B5H8X que podem ser isomerizados para colocar o haleto na base. Com bases fortes, tais como reagentes de alquil-lítio, pode ser desprotonado e formar sais de lítio, resultando reações com agentes eletrófilos diversos que dão derivados substituídos. É um ácido de Lewis, formando adutos com dois equivalentes de trimetilfosfina. Pentaborano é usado para a síntese de outros clusters de hidreto de boro.

## História do seu uso como combustível
O pentaborano foi avaliado pelas forças armadas norte-americanas e russas como os chamados "combustíveis exóticos". Como os compostos simples de boro queimam com uma chama verde característica, o apelido para este combustível na indústria dos EUA foi Green Dragon ("Dragão Verde"). Em termos de calor de combustão, o pentaborano supera seus compostos de carbono equivalentes, porque o átomo de carbono pesa duas unidades de massa atômica a mais de um átomo de boro, e alguns boranos contêm mais hidrogênios do que os equivalentes de carbono. A facilidade de se quebrar as ligações químicas do composto também é levado em consideração.
O interesse por esta substância começou como um possível combustível para jatos de alta velocidade. A mistura propelente que iria produzir o maior impulso específico para um motor de foguete é dado às vezes como difluoreto de oxigênio e pentaborano. Durante os primeiros anos da corrida espacial e da diferença de mísseis, os engenheiros de foguetes americanos pensaram que poderiam produzir um foguete mais barato que poderia competir com os soviéticos usando um estágio existente em primeiro lugar e colocando um estágio superior com um motor que produz empuxo em um grande impulso específico no alto dele. Os projetos foram iniciados para investigar este combustível.
Este pentaborano foi considerado para uso como combustível pela aviação norte-americana quando o XB-70 Valkyrie estava em fase de planejamento, mas a aeronave acabou usando combustível de hidrocarboneto em seu lugar. Pentaborano também foi investigado para ser usado como uma bipropulsores com tetróxido de nitrogênio. Na União Soviética, Valentin Glushko é utilizado para o motor de foguete experimental RD-270M, em desenvolvimento entre 1962-1970.
Outros boranos foram avaliados como combustíveis, incluindo o propil-pentaborano (BEF-2) e o etil-decaborano (REF-3). O diborano e o decaborano e seus derivados também foram investigados.
Entretanto, seu uso como combustível logo foi abandonado devido ao fato de seus gases de exaustão serem tóxicos e por sua combustão ser incompleta em muitos casos, obstruindo o duto de exaustão do foguete com um polímero não-volátil de óxidos inferiores de boro, tais como BO, B2O e B6O.
Problemas com este combustível incluem a sua toxicidade e sua característica de explodir em chamas em contato com o ar. Além disso, o seu escape também seria tóxico. Muito tempo depois da pentaborano foi considerada inviável, o total dos estoques do produto químico nos Estados Unidos, 1900 libras, foi destruído no ano de 2000, quando um meio seguro e barato para fazer isso foi finalmente descoberto. O processo utilizado foi a hidrólise com vapor, produzindo hidrogênio e uma solução de ácido bórico. O sistema foi apelidado de "Dragon Slayer".

## Segurança
Acima de 30 ºC pode formar concentrações explosivas de vapores com o ar. Seus vapores são mais densos que o ar. É pirofórico - pode inflamar-se espontaneamente em contacto com o ar, mesmo quando ligeiramente impuro. Ele também pode facilmente formar compostos explosivos sensíveis a choques, e reage violentamente com alguns extintores de incêndio, especialmente com halocarbonos e água. É altamente tóxico e podem ocorrer sintomas de baixo nível de exposição com atraso de até 48 horas. Sua toxicidade aguda é comparável a alguns agentes nervosos.